# Abbaye de Sylvanès
L'abbaye de Sylvanès, fondée en 1136 par Pons de Léras, est une ancienne abbaye cistercienne située sur la commune de Sylvanès, dans le Sud-Aveyron, non loin de Camarès et de Belmont-sur-Rance, dans l'ancien diocèse de Vabres.
Après un siècle et demi de rayonnement, l'abbaye sombre dans une longue période de décadence. Abandonnée à la Révolution, seule l'église et l'aile Est du cloître furent conservées.
Classée monument historique en 1862, l'abbaye est restaurée à partir de 1975 par le frère dominicain et compositeur André Gouzes et par Michel Wolkowitsky, actuel directeur. Elle est au XXIe siècle le siège d'un centre de culture, d'art et de spiritualité, proposant des stages de pratique artistique, des colloques et des conférences sur divers thèmes.
Le monument, ouvert à la visite, dispose d'une hôtellerie.
L'abbaye accueille chaque été le Festival International Musiques Sacrées - Musiques du Monde, durant lequel des musiciens et ensembles vocaux se produisent dans l'église abbatiale ou en extérieur, dans l'ancienne aire du cloître.

## Localisation et toponymie
Le nom d'origine de l'abbaye serait Salvanes selon Frédéric Mistral.

## Histoire

### Fondation et période érémitique
Sylvanès est primitivement un monastère établi par Pons de Léras autour de 1120 près de la source thermale des Bains de Sylvanès. Seigneur du castrum de Léras, qui contrôlait le Pas de l’Escalette et l’accès méridional au causse du Larzac, et profitant de ce point stratégique, Pons de Léras est décrit par la chronique du moine Hugues Francigena, rédigée entre 1161 et 1171, comme un seigneur brigand, violent et avide. Vers 1115-1117, il se tourne vers la religion et fait pénitence de ses crimes. Il se rend alors à Lodève le dimanche des Rameaux, expie publiquement ses méfaits et vend aux enchères la totalité de ses biens afin de rembourser chaque personne volée et faire amende honorable.
Avec six compagnons, il quitte par la suite ses terres et sa famille pour se rendre en pèlerinage à Saint-Jacques de Compostelle. Il profite de ce voyage initiatique pour demander conseil auprès des communautés de religieux établies le long de la Via Tolosana avant de retraverser les Pyrénées par la Via Turonensis, remontant jusqu’à Saintes pour ensuite prendre la direction du Mont Saint-Michel. Les sept pèlerins partis de Saint-Guilhem-le-Désert visitent ainsi les grands centres de vénération des reliques que sont Saint-Martin de Tours, Saint-Martial de Limoges et Saint-Léonard de Noblat, se constituant au fil de leur voyage une vision complète de la chrétienté occidentale. Sur les conseils des clercs rencontrés, Pons de Léras choisit une région aux vallées profondes, parsemée de cours d’eau, couverte de bois et propice au recueillement afin d’installer une communauté érémitique. De retour dans sa région d’origine, il l’installe dans les replis orientaux du Camarès, proche du Lodévois et du Biterrois et non loin du chemin de Saint-Jacques. Le seigneur Arnaud du Pont de Camarès invite Pons de Léras à installer sa communauté religieuse sur ses terres. Ils défrichent et édifient alors une église autour de la source thermale de Silvanium (du latin silva, forêt), qu’ils renomment Salvanium (du latin salva, sauver).
Le mas de Théron, où Pons de Léras et ses compagnons bâtissent une église rudimentaire et quelques cabanes rustiques, les cellae, est un lieu fréquenté et connu pour ses sources en marge des exploitations agricoles dispersées qui occupent la vallée du Cabot. Pour ces sept ermites, tous issus de la classe seigneuriale, le dépouillement volontaire et le labeur manuel quotidien sont les signes suprêmes du sacrifice pour le Christ. Vivant au contact de la Nature et dans la pauvreté, Pons de Léras et ses compagnons s’inscrivent dans une nouvelle religiosité qui apparaît au début du XIIe siècle. Aux antipodes des opulences du monachisme clunisien, ils choisissent un christianisme au caractère profondément humain, qui se traduit par le secours et l’hospitalité donnés aux indigents. Cette spiritualité nouvelle se retrouve dans le choix de dédier la chapelle à la Vierge Marie, protectrice de l’humanité entière.
La communauté, rejointe par des laïcs, gagne rapidement en renom auprès des religieux locaux et de la population. Cette organisation fondée sur la vie communautaire, la solidarité et le partage offre de réels attraits à une époque où s’opère la mise en place d’une économie monétaire. Les ermites sont ainsi des auxiliaires précieux dans la mise en place de la réforme grégorienne engagée à la fin du siècle précédent par Grégoire VII. Parfaitement intégrés à l’Église officielle, les ermites deviennent un appui indispensable face aux critiques, particulièrement nombreuses dans les régions méridionales, contre les abus des clercs. De fait, Pons de Léras n’aura de cesse de rechercher la caution des évêques des diocèses voisins, qu’il connaît personnellement, pour son entreprise.

### Rattachement à la Règle
L’élargissement de la communauté nécessite de structurer l’expérience spirituelle menée par ses membres. Le choix de l’affiliation à un ordre religieux vient ainsi établir une hiérarchie stricte qui s’oppose immédiatement à l’égalité vécue dans le labeur quotidien de la période érémitique. L’érection d’un monastère nécessite dans un premier temps l’obtention de la propriété des lieux occupés. C'est chose faite en 1133, lorsqu’en présence de l’évêque de Rodez, Adhémar, et de l’abbé de Lodève sont établies quinze chartes de donation consacrant l’abandon du renoncement à la propriété foncière. La seconde étape concerne le choix de la Règle. La chronique d’Hugues indique une hésitation entre deux ordres professant chacun un idéal de pauvreté proches de la spiritualité pratiquée à Salvanium : les chartreux et les cisterciens.

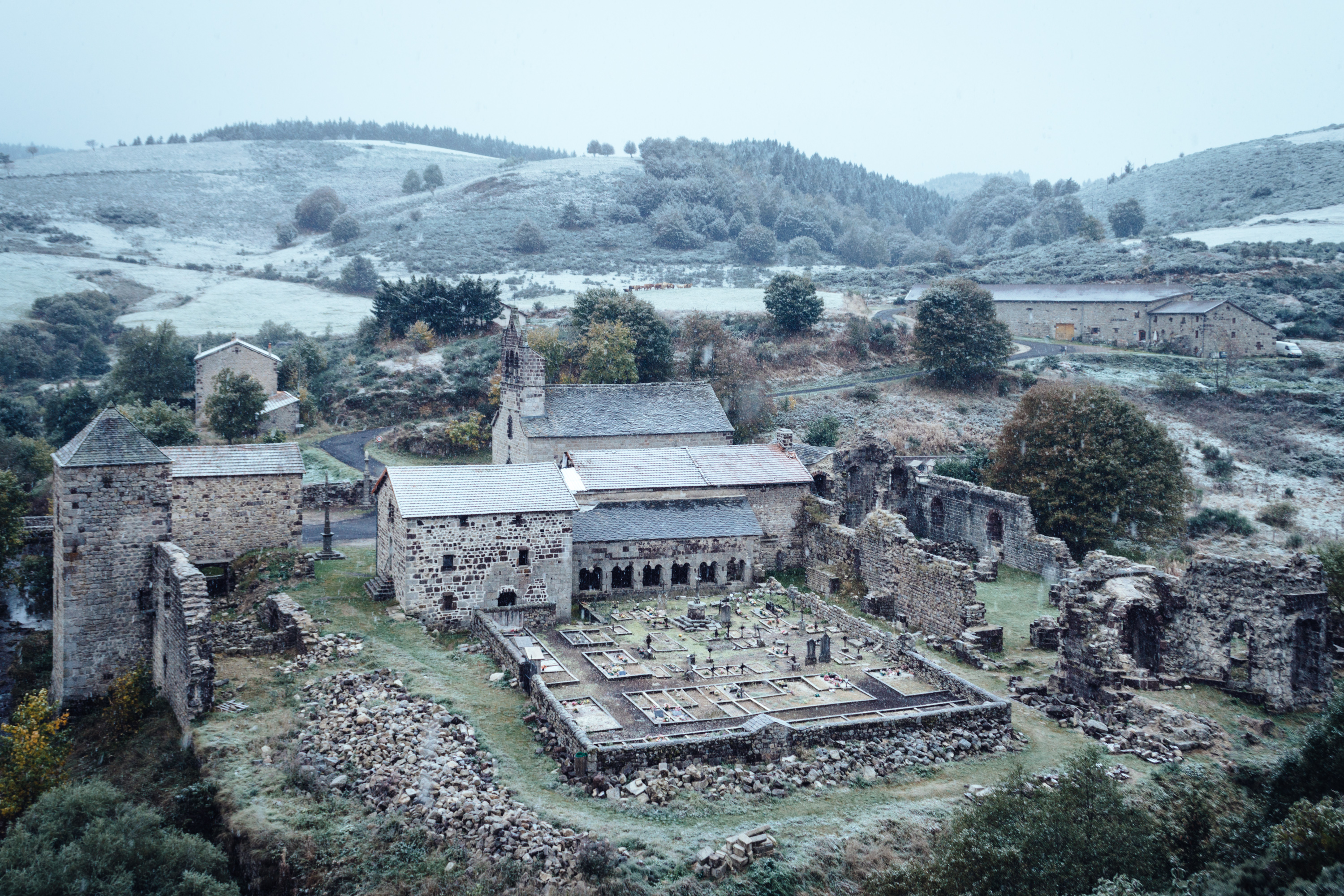
Ruines de l'abbaye de Mazan.

Pons de Léras entreprend alors le voyage jusqu’à la Grande Chartreuse afin de consulter Guigues Ier, prieur de l’ordre des Chartreux et personnage prestigieux connu à travers tout l’Occident. Celui-ci lui conseille de s’orienter vers l’ordre de Saint Bernard alors en plein essor et lui indique de rattacher sa fondation à l’abbaye cistercienne la plus proche de Silvanès : l’abbaye de Mazan dans le Vivarais.
Mazan, petite-fille de Cîteaux, est la première installation cistercienne dans le Massif central et assure alors le rôle de tête de pont dans l’expansion des moines blancs vers le Sud et le Sud-Ouest. Entre 1134 et 1135, l’abbé de Mazan envoie alors un petit groupe de bâtisseurs chargés d’installer la clôture et de mettre en place les bâtiments conventuels à proximité de la chapelle précédemment érigée, dans le respect des canons du plan bénédictin. Parallèlement, ceux qui se destinent à entrer dans les ordres partent pour Mazan effectuer un noviciat qui dure un an. Un moine cistercien doit en effet maîtriser le latin afin d’approfondir l’étude des textes sacrés, s’engager à la pauvreté et au silence, à une vie communautaire de tous les instants et à une participation aux tâches matérielles, conformément à la Règle de saint Benoît. En plus des préceptes bénédictins, ils doivent suivre les consuetudines de l’ordre de Cîteaux qui fixe les détails de la vie monastique. Après une année, ils prononcent leur profession, les quatre vœux de pauvreté, d’obéissance, de chasteté et de stabilité.
Les compagnons restés à Sylvanès sont pour leur part appelés à devenir des frères convers : prononçant les mêmes vœux que les moines, ils demeurent cependant des laïcs intégrés à la communauté religieuse et destinés à effectuer prioritairement les tâches matérielles. Les contraintes de clôture et d’isolement vis-à-vis de la société extérieure et l’obligation de silence sont pour eux allégées. Cette condition particulière, que Pons de Léras adopte jusqu’à la fin de sa vie, est la véritable passerelle reliant la vie monastique au monde extérieur.
En 1136, le monastère est érigé en abbaye et signe définitivement son rattachement à l’ordre de Cîteaux. Adhémar, compagnon de Pons de Léras, devient le premier abbé de Silvanès. Les biens concédés à l’abbaye font désormais l’objet d’un acte écrit et sont consignés dans le cartulaire de l’abbaye de Sylvanès, conservé aujourd’hui aux archives départementales de l’Aveyron. Un ensemble dispersé et inégal de terres et de biens donnés par les seigneurs locaux constitue ainsi le domaine foncier initial. Comme pour Cîteaux, Clairvaux, Pontigny ou Fontenay, la noblesse locale soutient l’implantation des établissements. Les ventes de droits ou de terres, les « charités » qui succèdent dès 1135 aux premières donations, entraînent pour ces nobles des retombées financières appréciables, dans une région où le numéraire circule encore difficilement. À partir de 1151, ces ventes s’accélèrent, assurant pour les « donateurs » le pardon de leurs péchés, le salut des âmes, les prières et l’intercession des moines pour eux-mêmes ou l’entièreté de leur lignée, scrupuleusement énumérées dans les textes du cartulaire.
Parmi ces textes, une donation de l’évêque de Rodez possède une importance particulière. Par cet acte, il attribue à l’abbaye l’église paroissiale de Saint-Jean de Gissac, paroisse dont relève la vallée de Sylvanès. Le texte stipule que les frères pourront seuls désigner le prêtre desservant de cette paroisse, ce qui permet dès lors à l’abbaye d’être exemptée de la dîme pour des terres jusque-là dépendantes de Saint-Jean de Gissac. Deux autres actes émanant de seigneurs locaux libèrent les frères du versement annuel du dixième des récoltes et du prélèvement sur les produits de leurs troupeaux. Comme toutes les maisons cisterciennes, l’abbaye est, quelques années plus tard, exemptée par privilège de la papauté de payer la dîme sur les terres que ses membres cultivent. La possession de l’église permet en outre d’écarter la concurrence des hospitaliers de Prugnes, établis autour de 1120. Bien que la règle cistercienne rejette la possession d’églises séculières, cette donation reçue en 1133 alors que l’intégration à l’ordre s’esquisse à peine, permet aux frères d’arguer au moment de la fondation de l’abbaye en 1136 que l’église reçue des mains de l’évêque fait partie intégrante de leur patrimoine. Par la suite, d’autres églises rurales sont annexées au domaine.
La consécration officielle de l’abbaye en 1136 bénéficie d’un certain retentissement : personnages illustres ou émissaires, croisés de retour de Terre Sainte, princes étrangers et grands seigneurs manifestent leur intérêt pour la nouvelle fondation cistercienne. Le plus illustre est l’empereur  Jean II Comnène  (1118-1143), héritier de l’Empire Romain d’Orient. Autre personnage puissant de Méditerranée, Roger II, souverain des Deux-Siciles, contribue à la prospérité matérielle de la nouvelle maison. L’aide accordée aux fondations cisterciennes de l’époque est alors un enjeu diplomatique source de faveurs pontificales, du fait de la proximité entre l’ordre de Cîteaux et les souverains pontifes.
Ces riches donations permettent à la communauté religieuse d’acquérir dès 1136 deux mas à Argenneuves, vallée étroite et encaissée à l’est de la Nuéjouls connue pour ses terrains métallifères. Les moines recherchent ainsi la possession des mines exploitées dès l’époque romaine et qui retrouvent leur activité du fait de la croissance économique qui anime alors l’Europe occidentale. Cette pratique bien établie chez les cisterciens vise avant tout à produire les objets nécessaires à la vie quotidienne ou au culte, relevant ainsi du souci d’autarcie, mais renforce également les atouts matériels de la communauté par la production de biens commercialisables.
Commence donc dès 1136 la vie régulière, partageant le cours de la journée en neuf offices, de trois heures du matin à la tombée de la nuit. La célébration liturgique est au cœur des activités du moine et la Règle de saint Benoît est appliquée strictement. Selon un rythme immuable, toutes les deux à trois heures, la communauté des profès s’assemble dans le chœur et le transept de l’église afin de chanter les psaumes des offices. Deux fois par jour, pour les primes et les complies, les frères convers se joignent à eux, debout dans la nef.
D’origine souvent paysanne, vivant hors de la clôture et assurant l’essentiel des travaux agricoles, le statut ambigu des convers fait d’eux des religieux qui ne pourront cependant prétendre en aucun cas devenir moines de chœur. Leur milieu social les exclut du groupe des profès, dont le recrutement élitiste se fait dans les classes les plus aisées. Amenés à séjourner sur les terres lointaines de l’abbaye, l’éloignement prolongé du monastère leur est autorisé, de même que des dispenses de présence aux offices.
Tout au long des années qui suivent, le domaine de l’abbaye s’accroît et se regroupe en un bloc quasi continu au nord du monastère dans la vallée du Cabot. Les activités se diversifient (agriculture, travail des métaux, du cuir de la pierre et du bois), les convers deviennent de plus en plus nombreux. Par l’intermédiaire d’un messager envoyé à Rome, la fondation cistercienne de Sainte-Marie de Salvanès reçoit le 20 mai 1140 sa première bulle de protection pontificale. Innocent II (1130-1143) place ainsi le monastère sous la protection de saint Pierre, entérine l’adoption de la Règle cistercienne et proclame la pérennité de cet engagement. Il garantit la propriété des biens acquis, les plaçant sous la protection de Dieu, et dispense du paiement de la dîme, des prémices et des autres redevances pour les biens possédés. L’abbaye entre ainsi officiellement dans les structures de l’Église, renforçant son prestige, son poids et son immunité.

### Construction du nouveau monastère
Vers 1150 une nouvelle politique se met en place. L’abbé Guiraud (1144-1161) décide d’édifier un nouveau monastère, distant d’environ trois cents mètres du premier emplacement. Les bâtiments rapidement mis en place en 1135 autour de la chapelle primitive sont grossiers et mal adaptés à une maison qui prétend désormais afficher sa prospérité et sa solidité. L’exigence d’isolement pousse l’abbé Guiraud à chercher le retrait en amont dans la vallée du Cabot, à l’écart des laïcs. Mais les raisons de cette refonte sont certainement liées à la fondation par le même abbé du monastère pour femmes de Nonenque à une quinzaine de kilomètres de Sylvanès. Le monastère mixte devenu inutile laisse ainsi la place à une construction nouvelle répondant au modèle cistercien et permettant de suivre la Règle au plus près.
Au même moment, une politique commerciale d’intégration aux échanges méditerranéens s’affirme de plus en plus nettement. L’abbaye dispose ainsi de moyens de paiement importants grâce aux bénéfices retirés de ces ventes. Ces sommes permettent de financer le programme de construction et de poursuivre les achats de terres ou de droits fonciers. Mais l’exemption de la dîme est source de discordes et de litiges, notamment avec les hospitaliers de la paroisse de Prugnes. Un accord entre les deux communautés religieuses est trouvé en 1154 mais la concurrence reste vive et il faut l’intervention du cardinal Raymond de l’Arêne en 1165 à Montpellier pour en imposer l’application.
Les périodes de construction les plus importantes coïncident avec l’époque matériellement la plus florissante de l’abbaye. Les fortes dépenses destinées au bâti, qui se situent entre 1159 et 1168, correspondent ainsi aux parties les plus soignées de l’édifice, telles que le chevet et le transept, bâtis d’un seul élan. Pour des raisons pratiques, et sans doute économiques, le plan initial ne put cependant être exactement respecté. Des solutions plus économiques exigeant reprises, raccords et remplois, marquent les élévations postérieures.
Dès qu’ils construisent en pierre, les cisterciens adoptent un plan identique, une technique uniforme et une exécution homogène. Si le plan bénédictin issu de ceux de la villa et de la laure, se retrouve dans leurs abbayes, les particularités de leur architecture découlent de leur parti pris de simplification, appliqué surtout aux églises. Faite de pierres nues appareillées avec le plus grand soin, dépourvue de tout ornement, peinture, sculpture, tenture ou meubles superflus, entièrement voûtée en berceau brisé et ne se compliquant ni d’étages, ni de tribunes, ni d’arcades ou de corniches, l’abbatiale de Sylvanès s’inscrit pleinement dans cet art de bâtir cistercien.
Mais alors que le chantier bat son plein et que les positions de l’abbaye sont solidement assises, une série de difficultés viennent perturber la progression de la communauté religieuse. Litiges, disputes et récriminations avec les propriétaires terriens voisins deviennent de plus en plus fréquents, de sorte que la protection du Saint-Siège est vigoureusement réitérée par une bulle papale du 9 mai 1162. Un autre texte du pape Alexandre III alors en séjour à Montpellier relate la fuite de moines et convers vers d’autres établissements religieux où la règle est moins stricte. L’événement est révélateur de la nouvelle situation qui s’installe à l’intérieur de la clôture et la solidité vacillante de la vague de conversions qu’a connues l’abbaye. Les perturbations liées au chantier et à l’installation temporaire sur deux sites ont par ailleurs facilité les occasions offertes aux fuyards. La réponse de l’abbé Pons, nouvellement nommé, à cette crise morale profonde, est le rappel des premiers temps, l’exaltation du dénuement, l’apologie du bienheureux fondateur. La Vita de Pons de Léras, rédigée à cette époque par Hugues Francigena, doit répondre à cet impératif.
Les querelles avec les héritiers et descendants des généreux donateurs qui ont fait prospérer l’abbaye sont révélatrices d’un changement profond des conditions économiques. L’adaptation d’une classe de propriétaire devenue pléthorique à une nouvelle économie où l’argent et la circulation monétaire est prééminente est difficile. Les prix montent et les propriétés de l’abbaye sont convoitées. Les biens attribués, terres ou titres sont des concessions qu’il faut parfois racheter aux descendants. 
Après 1167 et avant de poursuivre la construction de la nef, une révision complète du projet s’impose. La longueur de la nef est réduite avec le passage à des travées plus étroites. 
En 1173, et alors que les travaux marquent une nouvelle pause, Roger, vicomte de Béziers et fils de Raymond de Trencavel, confirme et garantit à perpétuité les biens, les droits et les privilèges acquis par la maison de Sylvanès. Il accorde ainsi à la communauté un statut exorbitant par rapport à la Règle. Désormais, Sylvanès dispose du droit de justice, du droit de redevance sur les laïcs, les ouvriers et salariés agricoles.

### Déclin
Si la croisade albigeoise ne laisse que peu de marques à Sylvanès, le premier tiers du XIIIe siècle est suivi d’une longue période de déclin. Dans le même temps, la fin de l’indépendance du Midi et le rattachement définitif du comté de Toulouse en 1271 placent l’abbaye, économiquement affaiblie, sous la protection royale.
La Guerre de Cent ans accélère considérablement le déclin de l’abbaye. Le Rouergue jouxte en effet la Guyenne anglaise, elle-même au cœur d’interminables conflits entre les Plantagenêts et les Capétiens, et les incidents se succèdent. La paix de Brétigny de 1360 fait du Rouergue, pour une décennie, une possession anglaise. L’insécurité, les difficultés économiques liées au départ des paysans puis aux grandes épidémies de peste qui déciment, dans le Rouergue comme dans le reste de l’Europe, près de la moitié de la population, amoindrissent irrémédiablement le rayonnement de l’abbaye.
Le cas de Sylvanès est un exemple parmi de nombreux autres du déclin de l’ordre cistercien, qui après une croissance rapide au XIIe siècle et un rayonnement spirituel au XIIIe siècle, amorce une lente décadence due notamment aux concessions faites à la Règle dans de nombreux monastères et à l’essor des ordres mendiants. Les peintures murales de la sacristie, datées du XIVe siècle, sont signes de ce relâchement de la vie spirituelle des moines de Sylvanès. Dès la fin du XVe siècle, l’abbaye est placée sous l’autorité d’un abbé commendataire, Guy de Castelnau de Caylus, nommé en 1477 par le roi de France. Les guerres de Religion qui émaillent le XVIe siècle n’épargnent pas la région : en 1573, l’abbaye de Nonenque est incendiée et pillée par les calvinistes, tandis que l’abbaye de Sylvanès n’est épargnée par les huguenots en 1591 que grâce au renforcement des défenses de la clôture et l’intervention de François de Lauzières qui les repousse à temps.
Le retour à la paix en 1593 permet un certain redressement de l’abbaye et la tenue d’importants travaux, au prix d’entorses à la Règle. Des cellules individuelles et l’appartement du prieur remplacent le dortoir des moines, vaste et en partie inoccupé. Une bibliothèque et des meubles plus luxueux s’ajoutent aux stucs et gypseries qui embellissent la chambre du prieur et la salle capitulaire, devenue salle de réception, dérogeant largement à la Règle cistercienne.
Malgré un temporel toujours vaste, qui permet aux moines de percevoir rentes et prélèvements directs en plus des droits seigneuriaux et la dîme, l’abbaye ne cesse de s’endetter. La perception de la moitié des revenus de celle-ci par un abbé commendataire, non astreint à la vie religieuse et qui ne réside plus sur place depuis longtemps, n’y est sans doute pas étrangère. Toujours est-il qu’à la veille de la Révolution française, l’abbaye de Sylvanès ne compte plus que quatre religieux.

### Après la Révolution

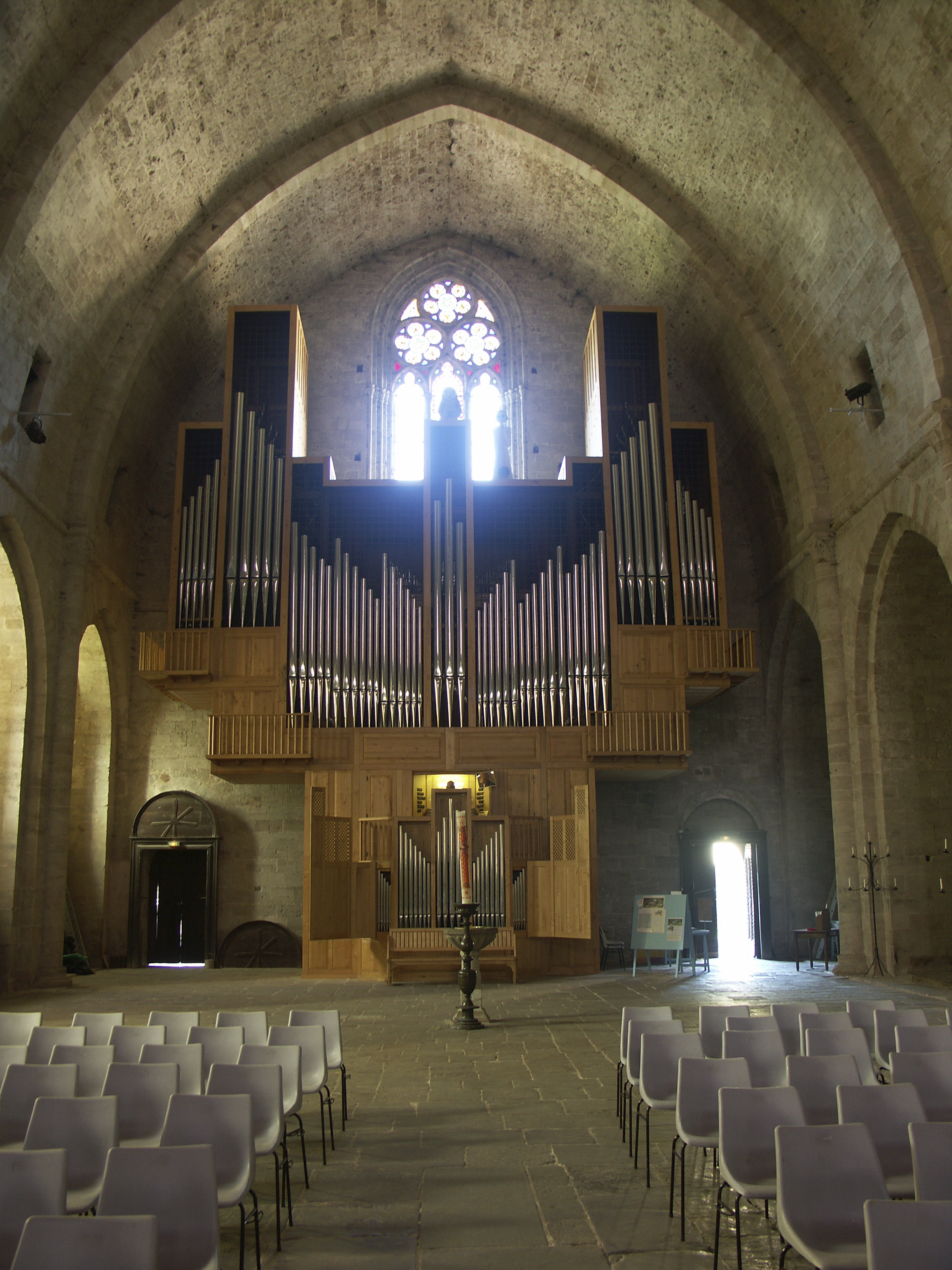
Grandes orgues de Sylvanès.

En 1790, l’abbaye est saisie, le premier étage de la galerie Est du cloître, l’abbatiale et un arpent de jardin devenant biens municipaux. Le reste de l’ensemble conventuel est vendu comme bien national avant d’être progressivement abattu à partir de 1815 par les différents propriétaires. Les pierres sont revendues et les lieux sont transformés en exploitation agricole. L'église est épargnée, et retrouve dès 1801 une activité d'église paroissiale.
En 1834, l’abbatiale « et les restes de l’abbaye » sont inscrits au titre des Monuments Historiques, bien que leur classement ne soit effectif qu’en 1862. La toiture de la nef, qui montre des signes de faiblesse dès 1800, est alors restaurée, mais deux ans plus tard c’est la première travée du cloître au sortir de l’église qui s’effondre, sans être rebâtie dans le respect de son style d’origine.

### LeXXesiècle: la redécouverte de l'abbaye
Bien que classée monument historique en 1834 par Prosper Mérimée, l'abbaye garde sa fonction agricole jusqu'en 1970, date à laquelle la commune de Sylvanès la rachète. Au début des années 1970, le père dominicain André Gouzes et Michel Wolkowitsky redécouvrent l'abbaye avec notamment sa nef à l’acoustique exceptionnelle. Ils fondent une association et les travaux de rénovation débutent en 1979. L'abbaye, outre ses fonctions religieuses, se découvre une nouvelle vocation : celle de centre culturel international.
Aujourd'hui l'abbaye de Sylvanès est un point fort du tourisme culturel dans le Sud-Aveyron et Grand Site de Midi-Pyrénées.

#### La construction du grand orgue
Le grand orgue a été construit en 1997 par le facteur d'orgues Daniel Birouste, dont c’est le plus grand instrument neuf. Conçu selon les idées du compositeur Jean-Louis Florentz, il comporte quatre claviers et 59 jeux. Ses 4 600 tuyaux en font le plus important orgue contemporain d’Occitanie. L'organiste titulaire est Henri-Franck Beaupérin.
| I Positif C–c4   |      |
| Principal        | 8′   |
| Bourdon          | 8′   |
| Montre           | 4′   |
| Flûte à cheminée | 4′   |
| Doublette        | 2′   |
| Sesquialtera     | II   |
| Larigot          | 1/3′ |
| Plein-Jeu        | IV   |
| Cromorne         | 8′   |
|                  |      |
| Trémolo          |      |

| II Grand-Orgue C–c4 |      |
| Principal           | 16′  |
| Bourdon             | 16′  |
| Principal           | 8′   |
| Flûte               | 8′   |
| Flûte harmonique    | 8′   |
| Principal           | 4′   |
| Flûte               | 4′   |
| Quinte              | 2/3′ |
| Doublette           | 2′   |
| Grande Fourniture   | II   |
| Fourniture          | IV   |
| Cymbale             | III  |
| Cornet              | V    |
| Trompette           | 8′   |
| Clairon             | 4′   |
| Chamade             | 8′   |
|                     |      |
| Trémolo             |      |

| III Récit expressif C–c4 |       |
| Flûte traversière        | 8′    |
| Gambe                    | 8′    |
| Voix céleste             | 8′    |
| Flûte octaviante         | 4′    |
| Octavin                  | 2′    |
| Plein-jeu                | III-V |
| Basson                   | 16′   |
| Trompette                | 8′    |
| Clarinette               | 8′    |
| Basson-Hautbois          | 8′    |
| Voix humaine             | 8′    |
|                          |       |
| Trémolo                  |       |

| IV Solo C–c4     |       |
| Pommer           | 16′   |
| Flûte à cheminée | 8′    |
| Flûte creuse     | 4′    |
| Grande Tierce    | 31/5′ |
| Nasard           | 2/3′  |
| Quarte de Nasard | 2′    |
| Neuvième         | 17/9′ |
| Tierce           | 13/5′ |
| Larigot          | 1/3′  |
| Septième         | 1/7′  |
| Piccolo          | 1′    |
|                  |       |
| Trémolo          |       |

| Pédale C–g1    |        |
| Flûte          | 16′    |
| Soubasse       | 16′    |
| Quinte         | 102/3′ |
| Flûte          | 8′     |
| Tierce         | 62/5′  |
| Septième       | 4/7′   |
| Principal      | 4′     |
| Nachthorn      | 2′     |
| Grande Mixture | V      |
| Bombarde       | 16′    |
| Trompette      | 8′     |
| Baryton        | 4′     |

Accessoires :
- Accouplements Positif/GO, Récit/GO, Solo/GO, Récit 16'/GO.
- Tirasses Positif, GO, Récit, Solo.
- Combinateur séquenciel Laukhuff.
- Pédale de crescendo programmable.

## Architecture

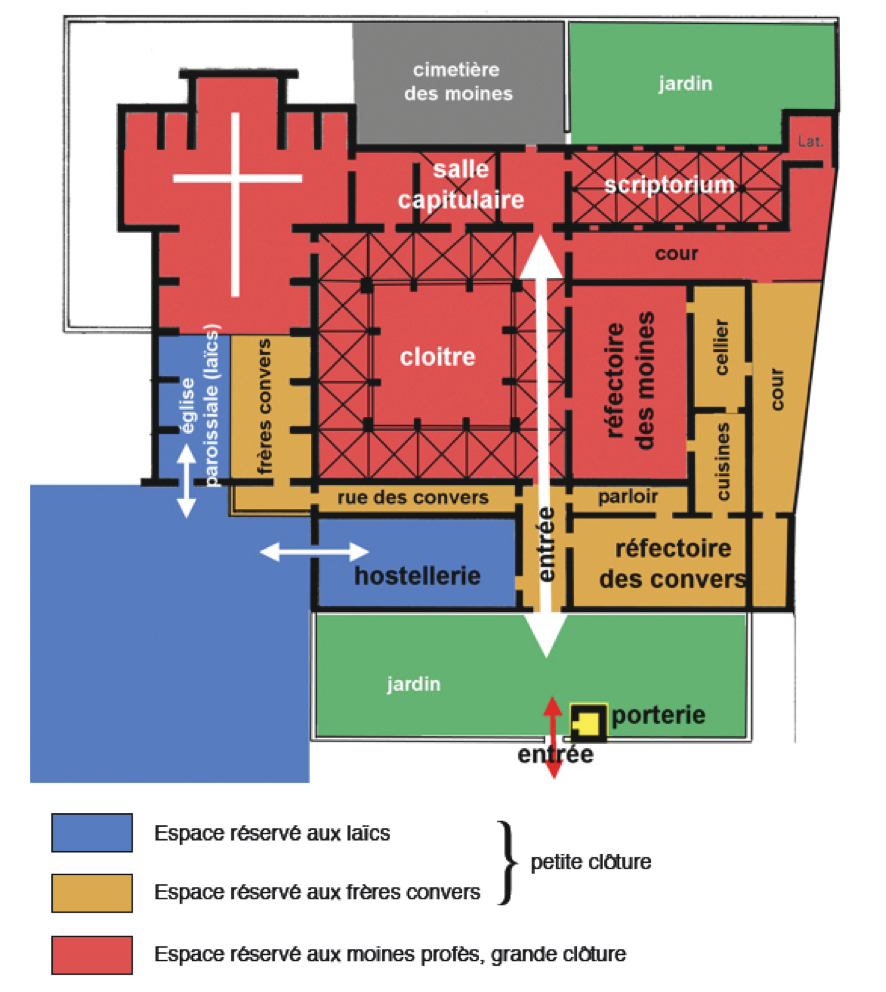
Plan de l'abbaye au XIIIe siècle.

### Les bâtiments conventuels
Les bâtiments conventuels se répartissent autour du cloître selon un plan carré typiquement cistercien. Comme il est de coutume, l'église est orientée vers l'Est, ce qui permet aux premiers rayons de soleil de venir illuminer le sanctuaire, symbole du Christ ressuscité. L'absence de toute décoration, hormis la stylisation de motifs végétaux met le lieu monastique dans l'esprit typiquement cistercien.
Le bras sud du transept se prolonge pour former l'aile est du cloître, la seule encore présente aujourd'hui (grâce à sa fonction agricole après la Révolution). Cette aile comprend la sacristie, la salle du chapitre et le scriptorium. À l'étage se trouvait le dortoir des moines. À l'opposé, l'aile ouest, aujourd'hui disparue, abritait le réfectoire et le dortoir des frères convers, ainsi que l'hôtellerie. L'aile Sud, également disparue était destinée au réfectoire des moines, au cellier et à la cuisine.

#### Cloître

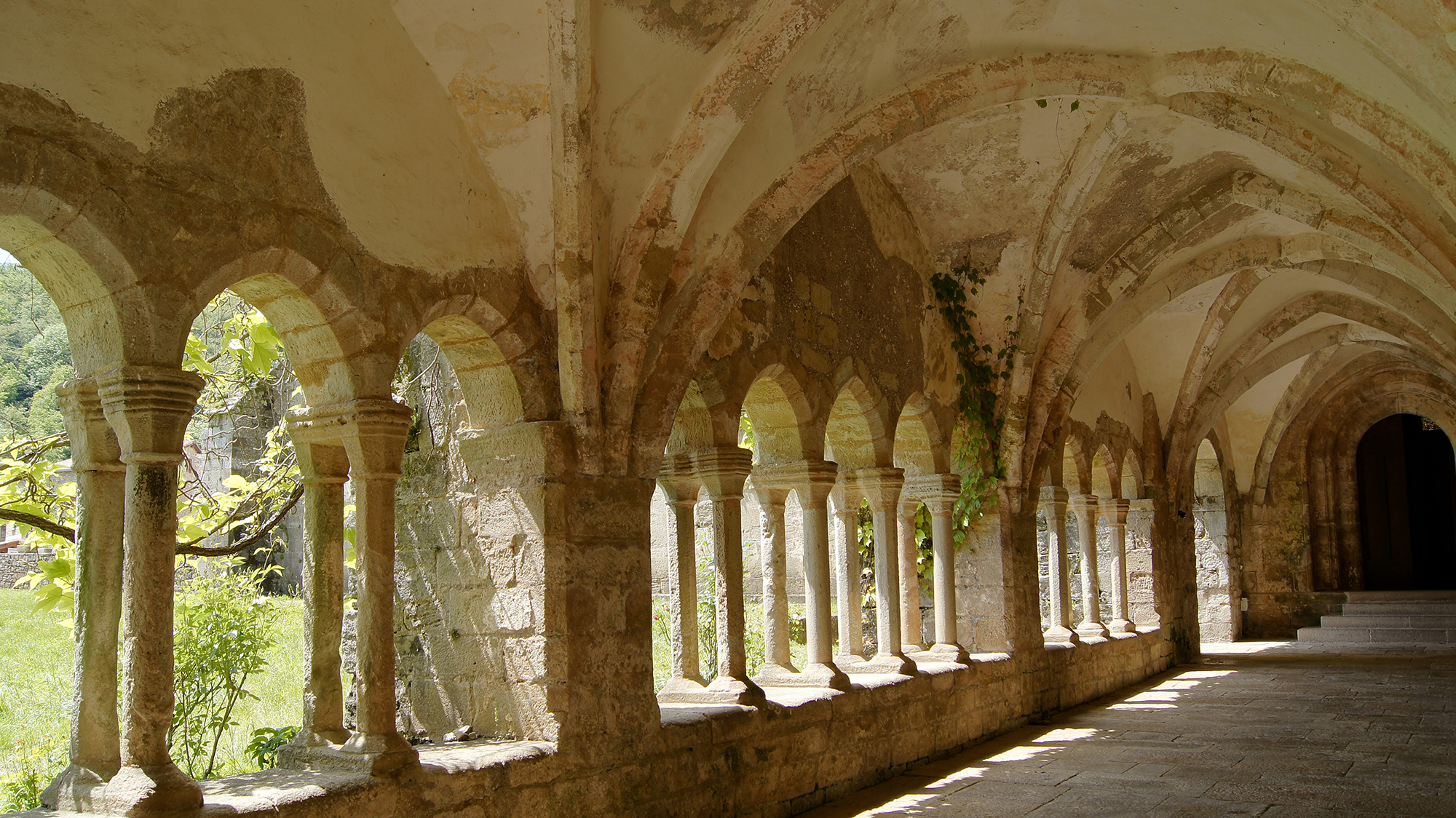
Galerie Est du cloître.

La seule galerie subsistante, longue de cinq travées, donne une idée assez évocatrice du cloître édifié. Les galeries de bois élevées primitivement lors de la construction du transept furent bâties en dur autour de 1230 en abandonnant le pur style roman représenté par l’ornementation des ouvertures géminées de la salle capitulaire. Plus larges et plus hautes, les ouvertures du cloître adoptent une forme lancéolée qui répond à un souci d’ouverture et de lumière. Ainsi, cinq baies occupent chaque travée, rythmées par des colonnettes jumelées. Un plafond de bois servant de plancher à une galerie supérieure desservant dortoir et infirmerie laisse place à la fin du XIIIe siècle à des croisées d’ogives supportant un étage sur les galeries Est et Sud. L’ensemble est réalisé en petit appareil de moindre qualité : schiste, tuf et grès, plâtré et enduit en blanc. De même, la sacristie et la salle capitulaire ne furent voûtées que tardivement lors de la réfection du premier étage et de la pose d’un dallage remplaçant le plancher originel.

#### Sacristie

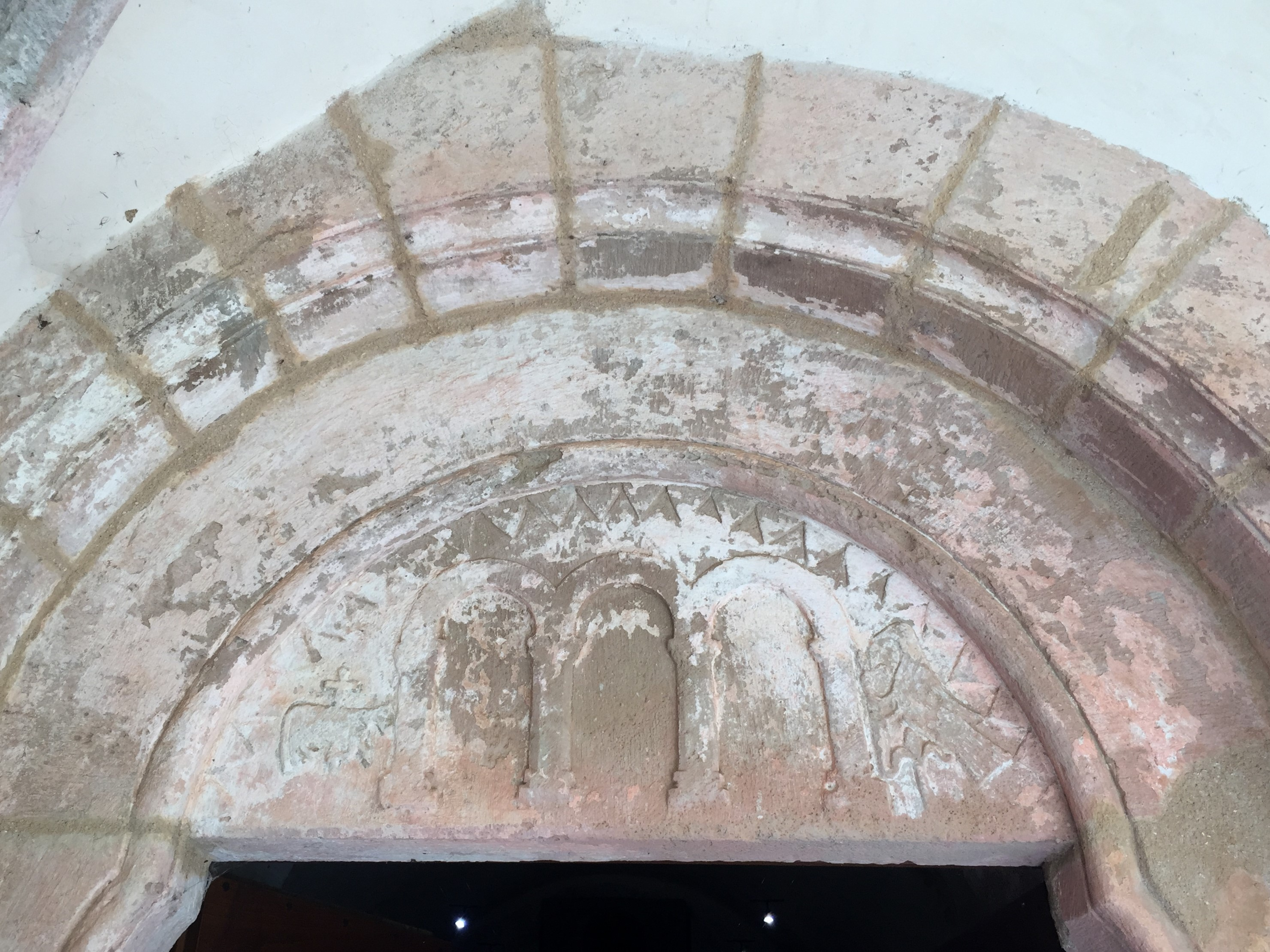
Tympan de la Sacristie.

La sacristie s’ouvre dans le bras du transept Sud de l’église et donne par sa porte principale dans la galerie Est du cloître. Voûtée tardivement en cintre surbaissé, le côté droit porte des peintures murales du XIVe siècle qui se dévoilent peu à peu sous l’enduit. Un petit tympan en faible relief, taillé en méplat et gravé, surmonte la porte principale. Sa composition linéaire, très épurée et stricte est consacrée à la gloire trinitaire de Dieu. Il s’agit là d’un linteau-tympan monolithe, disposé sous le cintre qu’il obture et soutient. La triple arcature centrale, symbolisant la Trinité, nous rappelle la Jérusalem céleste, cité de Dieu. Cette représentation, courante dans l'iconographie médiévale, encadrait probablement des motifs peints. À gauche, l’agneau mystique, « agnus Dei », porte une croix « haussée », dite de résurrection, et symbolise ainsi le Christ rédempteur et sauveur. À droite, une colombe, figuration immuable du Saint Esprit, posée sur une tige issue d’un pétale de fleur de lys et portant à son extrémité un autre lys à peine éclos évoque les versets bibliques « De la racine florifère de Jessé, il a poussé, le rejeton, sa tige avec sa fleur que baigne une rosée où se repose l’Esprit Saint » (Livre d’Isaïe, v. 1-3, chap. V).

#### Salle capitulaire

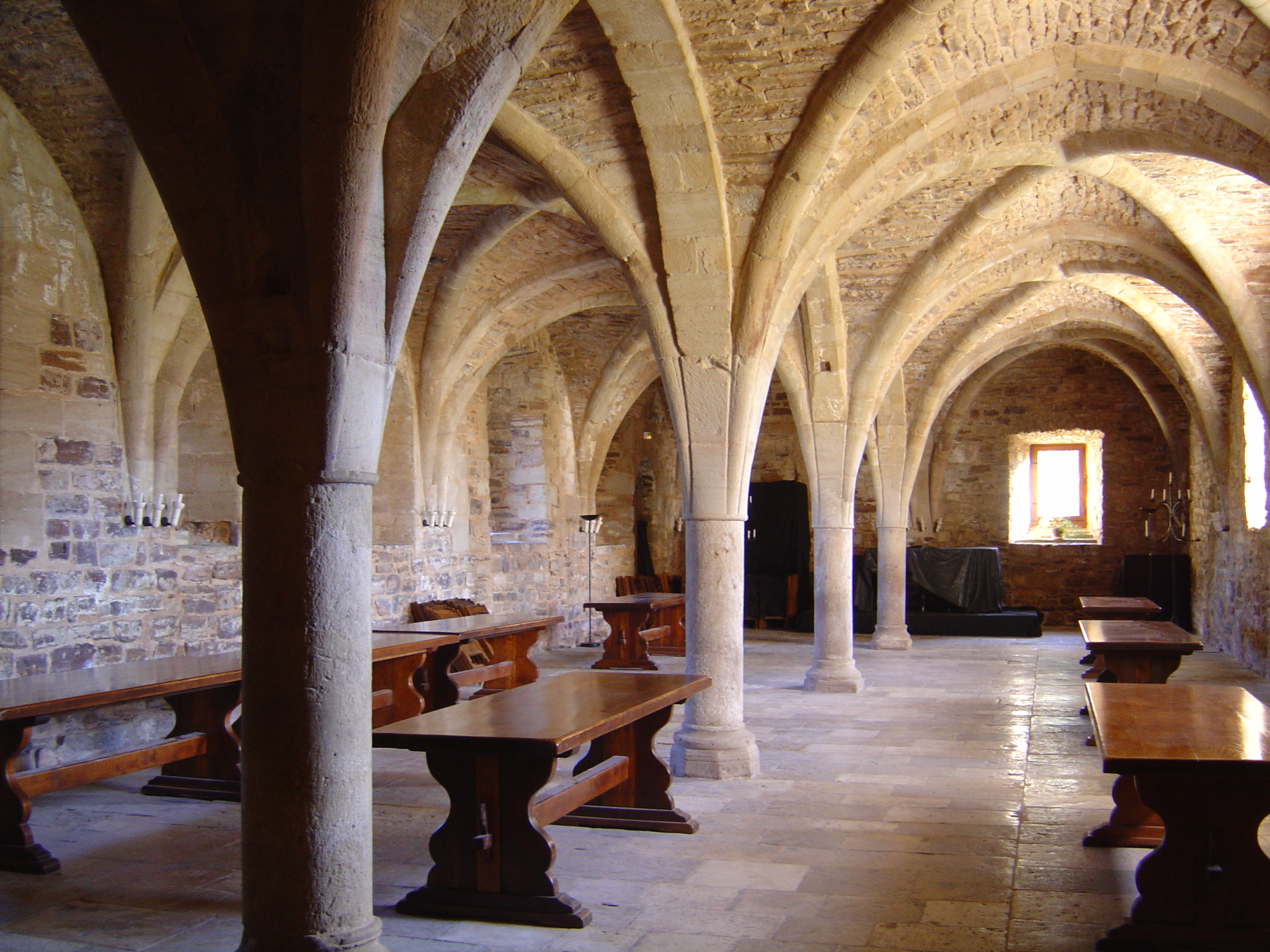
Scriptorium de l'abbaye de Sylvanès.

Achevée en 1164, voûtée au XIIIe siècle et fortement remaniée au XVIIIe siècle, la salle capitulaire est la pièce communautaire la plus importante de la vie monastique. Elle ouvre sur le cloître par une simple porte encadrée de deux puissantes fenêtres géminées sur doubles colonnes centrales ornées, taillées et sculptées dans un grès très fin. L’iconographie déclinant des motifs végétaux très décoratifs, purement ornementaux et destinés à être vus depuis le cloître, laisse à l’état d’ébauche la face de la corbeille cachée ou tournée vers la salle capitulaire.
Un décor stuqué « en rocaille », plaqué sur les murs et les voûtes, évoque clairement ici un laxisme et une mondanité de la vie religieuse du XVIIe siècle et tranche avec le rigorisme de la Règle cistercienne.

#### Scriptorium
Le scriptorium, salle de travail vouée à la lecture, l’écriture, la copie et l’enluminure, abritait également la bibliothèque communautaire. À Sylvanès, sa construction soignée témoigne de sa qualité de partie noble de l’édifice. Afin d’assurer un maximum de lumière les fenêtres agrandies y sont plus nombreuses qu’ailleurs. Les quatre piliers porteurs disposés en ligne sur l’axe central créent de part et d’autre deux allées parallèles. Les arcatures « quadrillantes » en arcs doubleaux sont constituées de bandes planes, anguleuses, regroupées en un renflement formant chapiteau, alors que les « diagonales » toriques, s’appuient au même point mais s’y intègrent par des fuseaux, particulièrement élégants sur le premier pilier, ils diffèrent et paraissent à peine esquissé sur les trois suivants. Bien que techniquement gothique, le voûtement est resté de forme cintrée, romane. Ce choix d’un surbaissement résulte de la nécessité de maintenir au niveau initial l’étage supérieur qui interdisait un trop grand écart de seuils entre les bâtiments et l’élévation de voûtes strictement gothiques.

### L'abbatiale (1151 - 1252)
La construction de l'église abbatiale s'étend de 1151 à 1252, soit sur plus d'un siècle. On reconnaît ainsi à l'abbaye de Sylvanès l'évolution de l'architecture romane qui tend peu à peu vers le gothique.

#### Chevet
Si l’édifice est dépouillé, les choix de construction relèvent d’une dimension hautement symbolique. Le chevet plat, constitué du chœur et des chapelles orientées qui le flanquent de part et d’autre, comporte ainsi trois fenêtres axiales qui marquent l’attachement de l’ordre de Cîteaux à la Trinité. Au-dessus, la rose sexalobée, inscrite dans un décor saillant de vingt-quatre lobes symbolisant les heures du jour, évoque la Vierge Marie, protectrice de l’ordre. Encadrée par deux ouvertures quadrilobées et cruciformes, elle est surmontée d’un oculus circulaire qui vient compléter l’ensemble. Le sanctuaire ainsi percé de sept baies évoque aussi bien l’universalité, la complétude et la transcendance qu’accorde l’imaginaire médiéval chrétien à ce chiffre, que les sept compagnons qui fondèrent la communauté religieuse de Sylvanès.
Deux grilles en fer forgé du XIIe siècle protègent les deux baies latérales du sanctuaire. Constituées d’éléments répétitifs en volutes, disposés de part et d’autre d’un grand axe vertical, offrent un exemple de la qualité des protections ornementales des sanctuaires cisterciens.

#### Transept

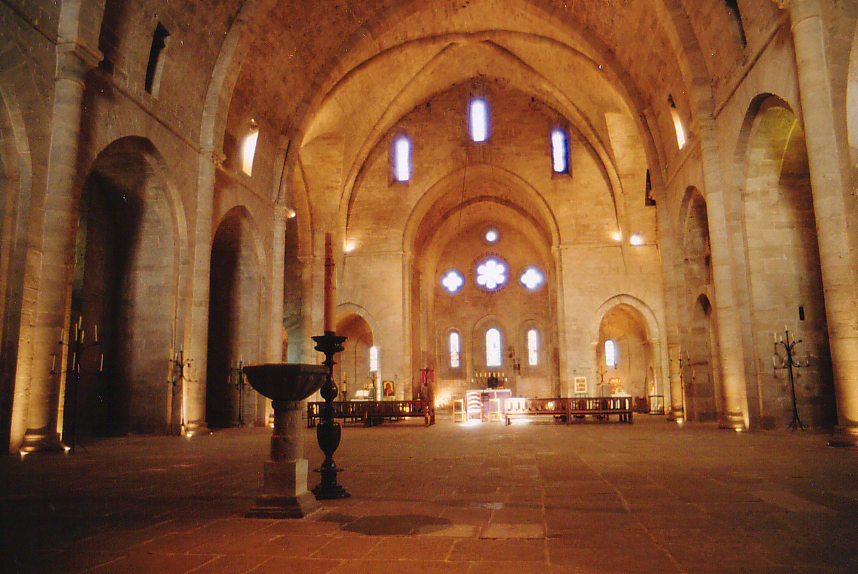
Nef et sanctuaire de l'abbatiale.

Le transept est avant tout dans une église abbatiale un dispositif fonctionnel, adapté à la liturgie cistercienne, permettant la desserte des chapelles qui s’y ouvrent et mettant en relation directe les bâtiments conventuels qui le prolongent, avec l’église. Depuis le dortoir ou l’infirmerie, les moines profès accédaient ainsi à leurs stalles par l’escalier « des matines », qui occupe le bras Sud du transept, lors des offices de nuit. Le carré du transept est couvert d’un berceau brisé qui s’élève à plus de 18 mètres de hauteur. L’originalité de cette partie de l’église vient de grosses nervures toriques en saillie de la voûte et disposées en diagonales. Elles se terminent par des fuseaux coniques aboutissant à l’Ouest aux angles des murs de la nef et des croisillons, et à l’Est au-dessus de l’entrée des absidioles jouxtant le chœur. Ces nervures portées par la voûte n’ont qu’un rôle purement décoratif et bien qu’elles adoptent l’allure d’une croisée d’ogives, elles en diffèrent totalement par la fonction. Elles représentent vraisemblablement une tentative d’application de la croisée d’ogive par un architecte inexpérimenté en la matière, qui abandonne le procédé dès la cinquième travée de la nef sur laquelle se remarque cependant l’amorce des fuseaux.
La preuve de la modification du plan originel apparaît dans le décollement orienté du fuseau de l’arc torique qui démarre dans la cinquième travée : il devait initialement s’ouvrir sur une diagonale limitant une travée une fois et demie plus grande que l’actuelle.

#### Nef
Ce resserrement fut suffisant pour porter une voûte en berceau brisé continue, allégée par le tuf remplaçant le grès dans le dernier tiers de son élévation. Par ailleurs, les murs contreforts entre lesquels prennent place des chapelles peu profondes permettent l’élargissement de la nef pour aboutir à un vaisseau unique de 14,5 mètres de large ne nécessitant aucun soutien supplémentaire. Cette volonté de construire un vaisseau unique de 30 mètres de long pour 18 mètres de hauteur de voûte est alors tout à fait novatrice. Les églises romanes adoptant ce même type de plan sont à cette époque de taille modeste, ne dépassant pas 15 mètres de long pour 6 mètres de large. Le modèle adopté à Sylvanès se généralise à partir du XIIIe siècle dans tout le grand Sud-Ouest, notamment sous l’impulsion de la cathédrale Saint-Étienne de Toulouse, dont la nef romane unique est érigée vingt ans après celle de Sylvanès.
Une autre particularité majeure de l’église de Sylvanès est le traitement des murs extérieurs englobant les contreforts comme de simples cloisonnements, produisant une façade totalement plane, sans relief. Ces murs n’étant pas porteurs, ils sont dotés de larges ouvertures au Sud permettant d’éclairer la nef. Ce parti-pris de la nef unique aux chapelles installées entre les contreforts se retrouve dans le plan de la cathédrale Sainte-Cécile d’Albi, dont le chantier démarra en 1282, soit près de trente ans après l’achèvement de l’abbaye de Sylvanès.
Au fur et à mesure de l’avancement des travaux, sur les chapelles furent aménagées deux galeries longitudinales prises dans les murs parallèles de la nef. Le rôle d’un tel dispositif n’est pas véritablement établi, bien que, desservies par des portes d’accès situées à 3,5 mètres du sol, elles aient pu servir de refuges. Assez hautes et larges pour permettre le passage, elles ne peuvent cependant prétendre tenir le rôle de triforium. Elles allègent en tout cas la maçonnerie en aérant l’édifice et jouent un rôle acoustique important en permettant une « rupture d’écho ».

## Le Centre culturel de rencontre
L'abbaye de Sylvanès a reçu en 2015 la labellisation européenne Centre culturel de rencontre.  
La musique et le dialogue des cultures sont au cœur de son projet. Avec pour objectifs majeurs « Expérimenter, partager, transmettre », il se décline autour de cinq axes principaux :
découverte et interprétation du site
- diffusion, création et production musicale dans le cadre du Festival International de Musiques Sacrées – Musiques du Monde
- formation et pédagogie du chant pour amateurs et professionnels (chant choral, lyrique, sacré, technique vocale, académie de chant baroque, classes de maîtres…)
- éducation et pratiques artistiques des jeunes, par des actions de médiation et de sensibilisation
- colloques et rencontres sur le dialogue interculturel et interreligieux, rencontres « du film musical », voyages culturels

## Le Festival International Musiques Sacrées - Musiques du Monde

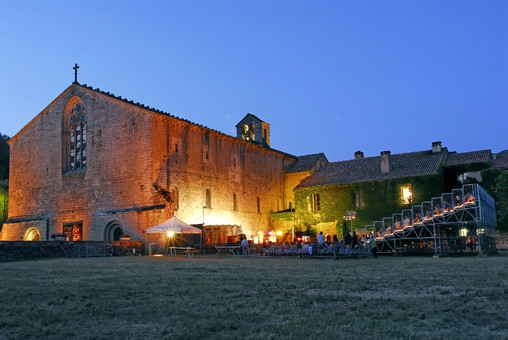
Concert en extérieur, dans l'ancienne aire du cloître.

Le Festival International Musiques Sacrées - Musiques du Monde a été créé en 1977 à l'initiative d'André Gouzes et Michel Wolkowitsky. 
Le Festival englobe diverses traditions musicales du monde, sacrées ou profanes, savantes ou populaires.
Les concerts sont traditionnellement regroupés sur les week-ends et autour des jours fériés de juillet et août.
C'est le plus important festival du Rouergue, et le cinquième plus important de la région Midi-Pyrénées. Il réunit chaque année plus de 15 000 festivaliers et s'accompagne d'un Festival off.

## Le musée Zamoyski
En 2002, Hélène Zamoyska  fait don d'une partie importante de l'œuvre du sculpteur formiste polonais Auguste Zamoyski (1893 - 1970) à l'abbaye de Sylvanès, et le Musée Zamoyski ouvre ses portes en 2009. Il est situé au Prieuré des Granges, près de l'église russe, non loin de Sylvanès. 
Le musée expose une cinquantaine d’œuvres de l'artiste qui vécut près de quinze ans à  Saint-Clar-de-Rivière dans la région de Toulouse, à la fin de sa vie .

## Galerie photos

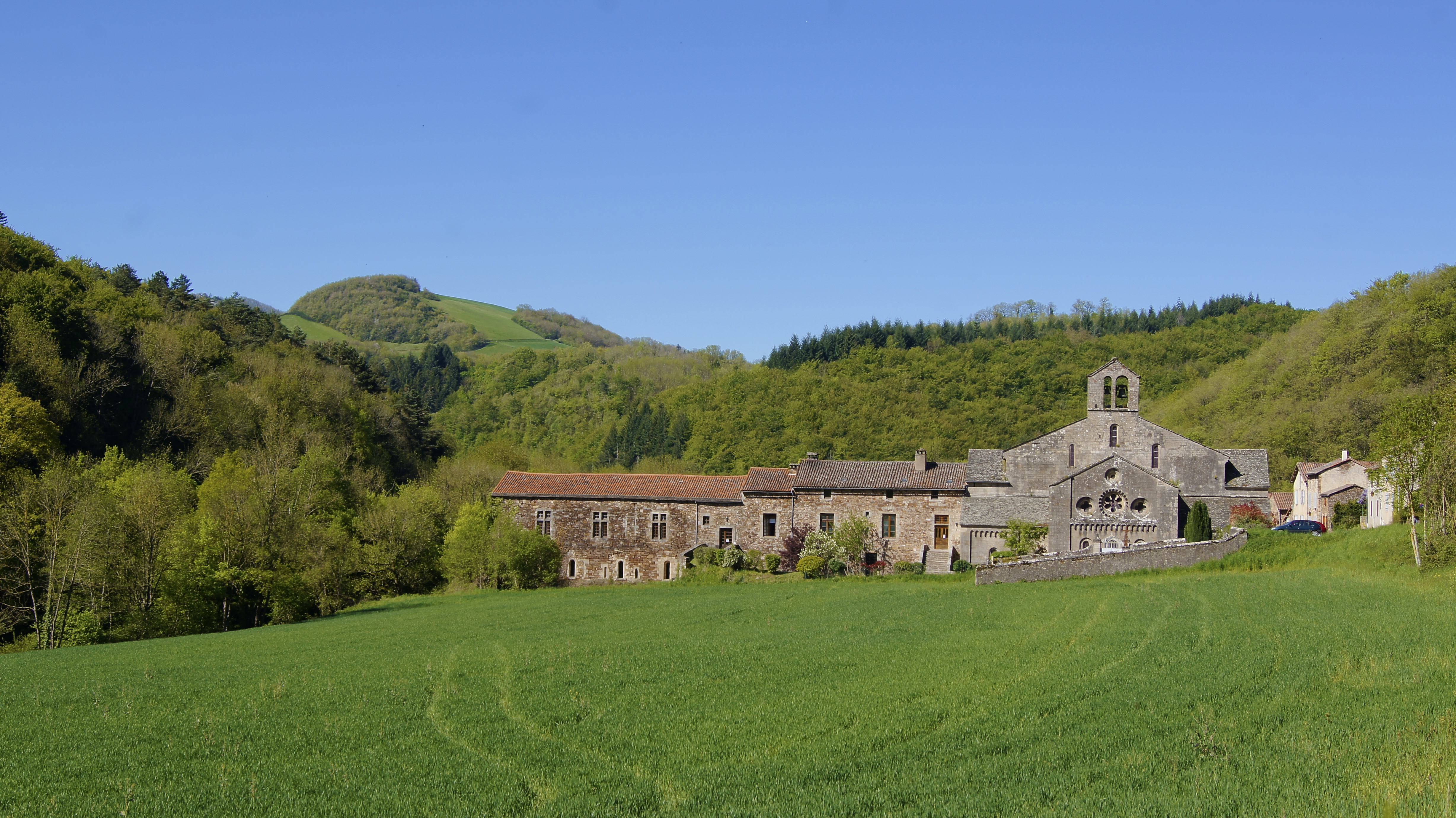
Façade orientale de l'abbaye.
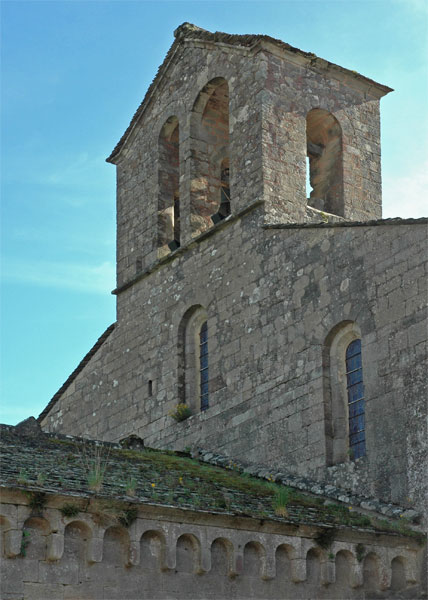
Clocher.
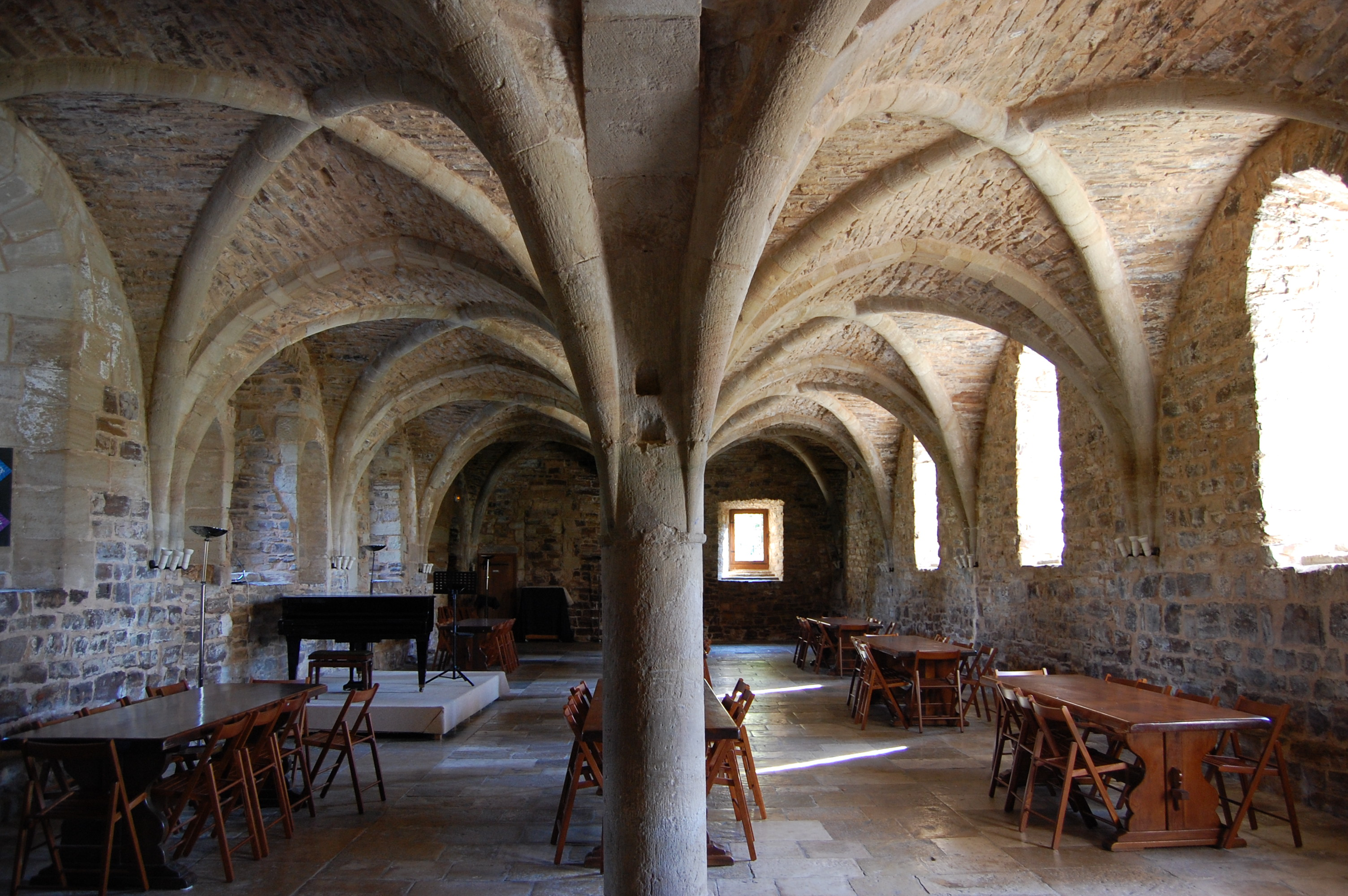
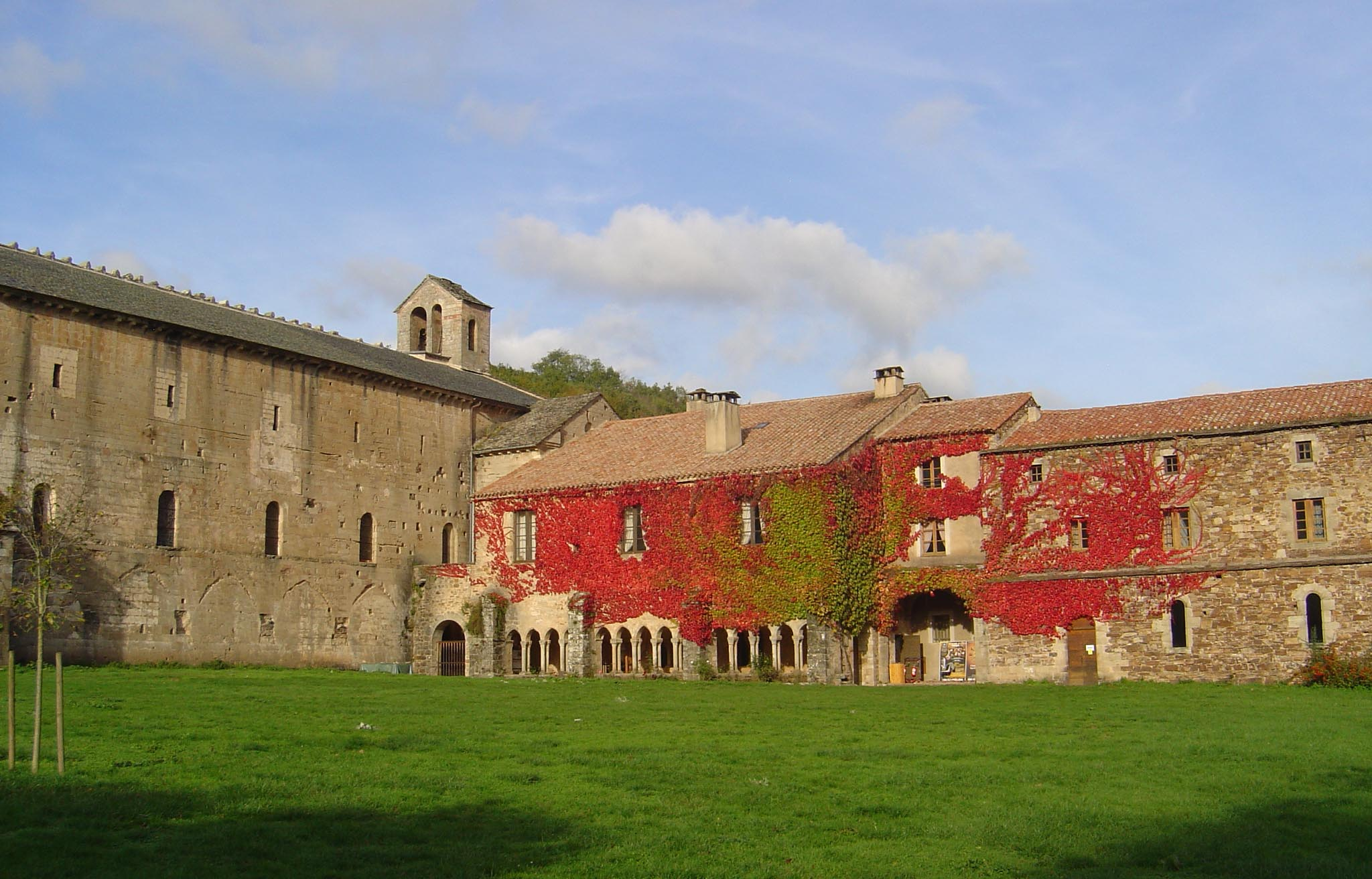
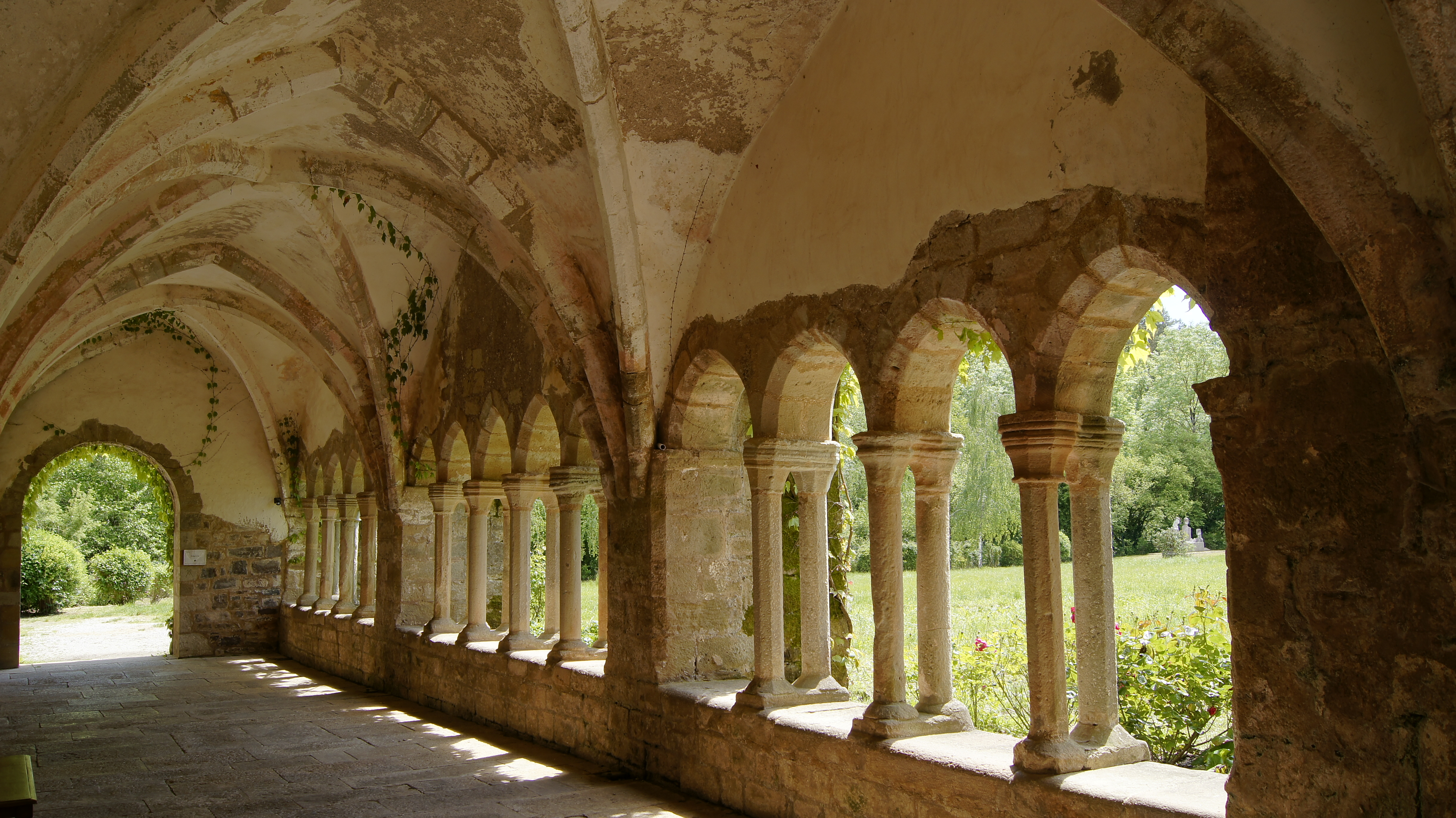
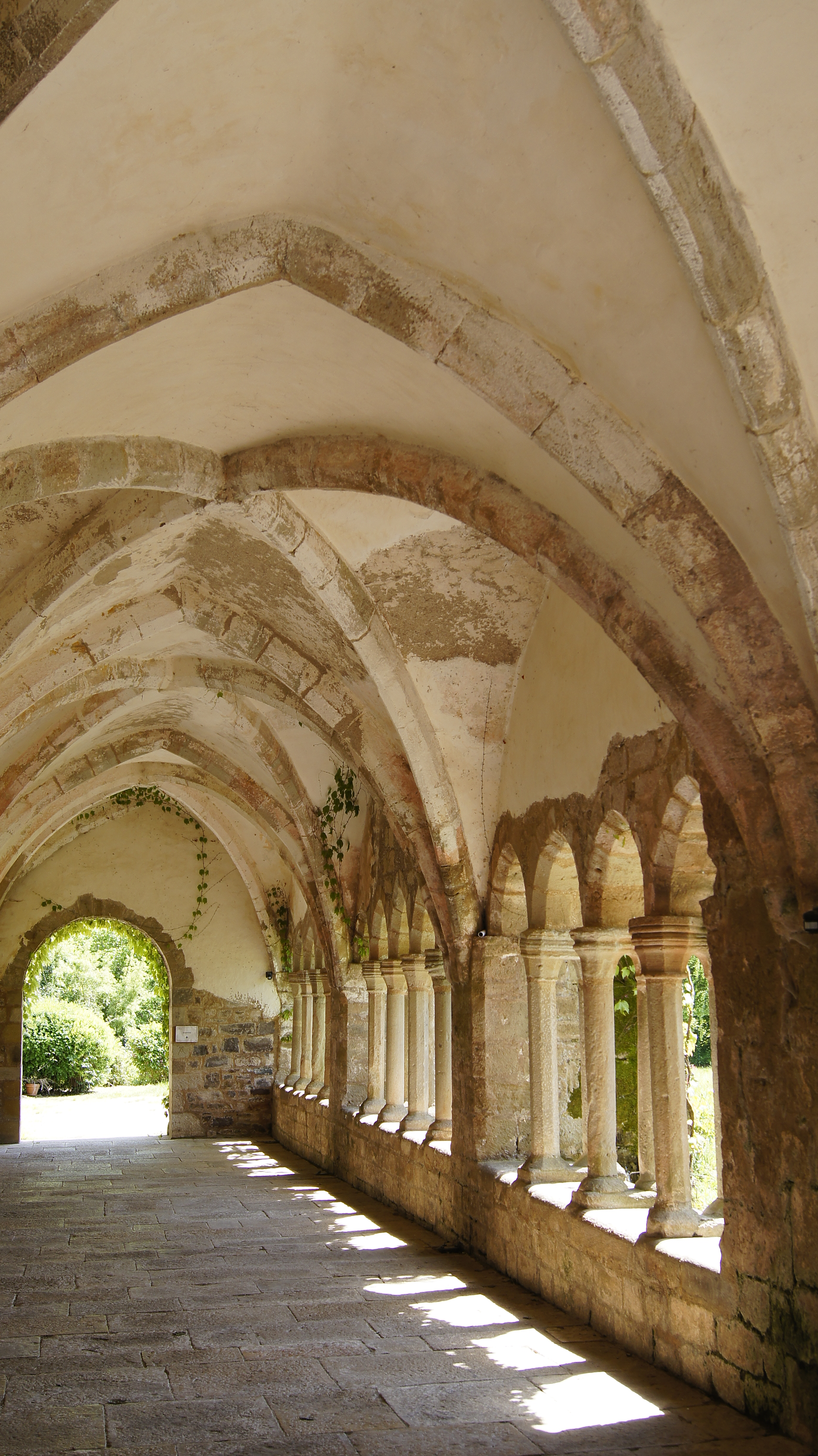
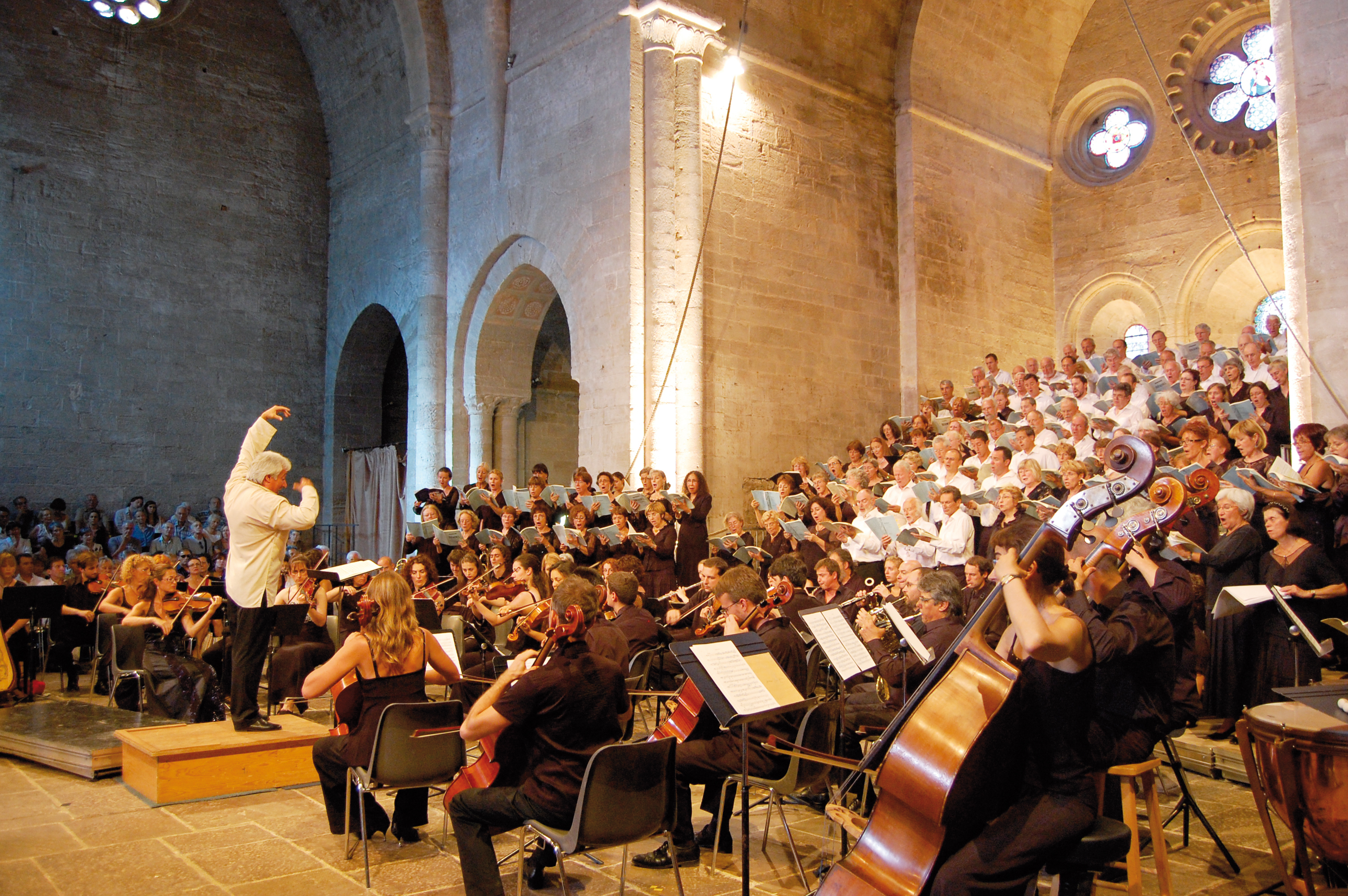
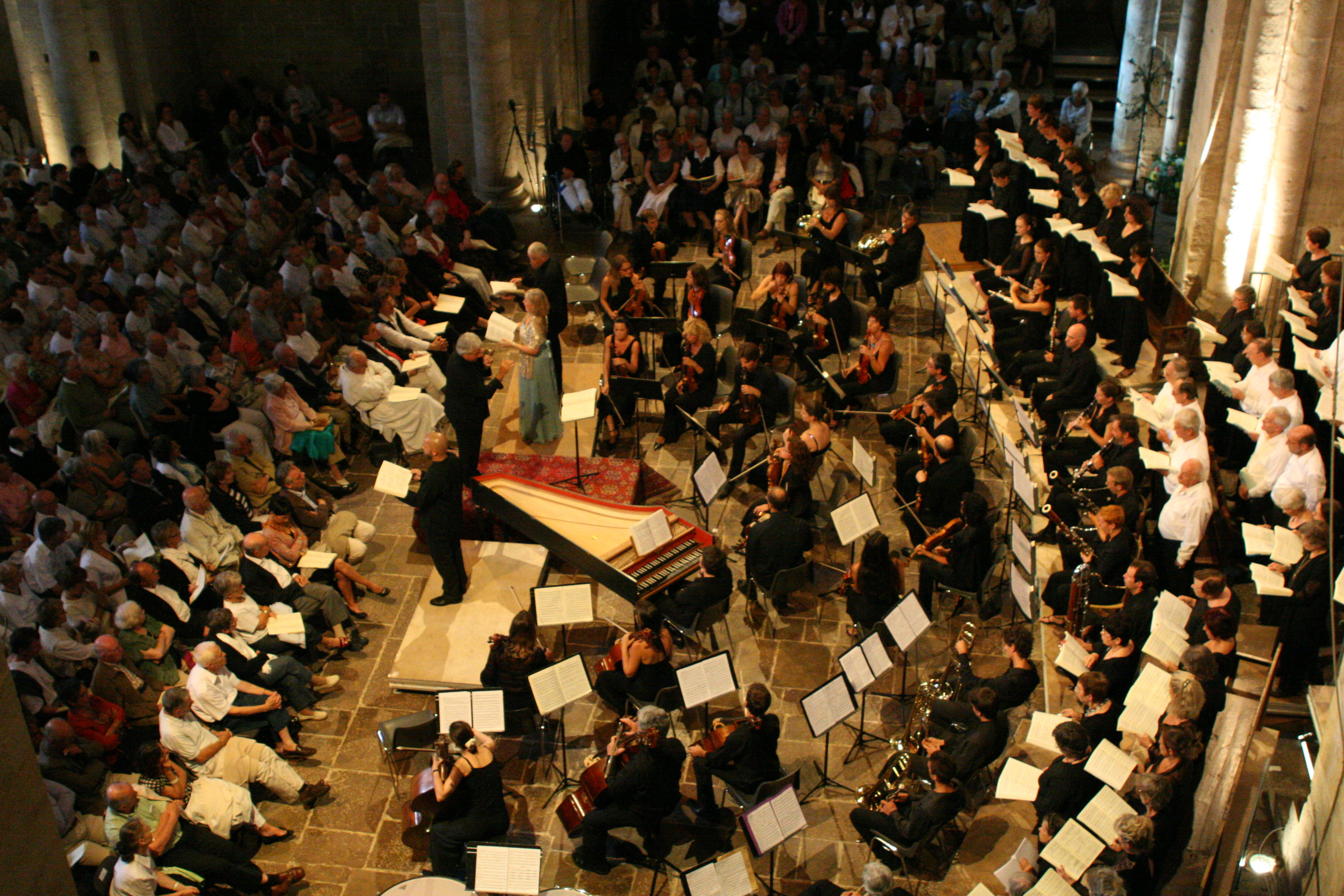
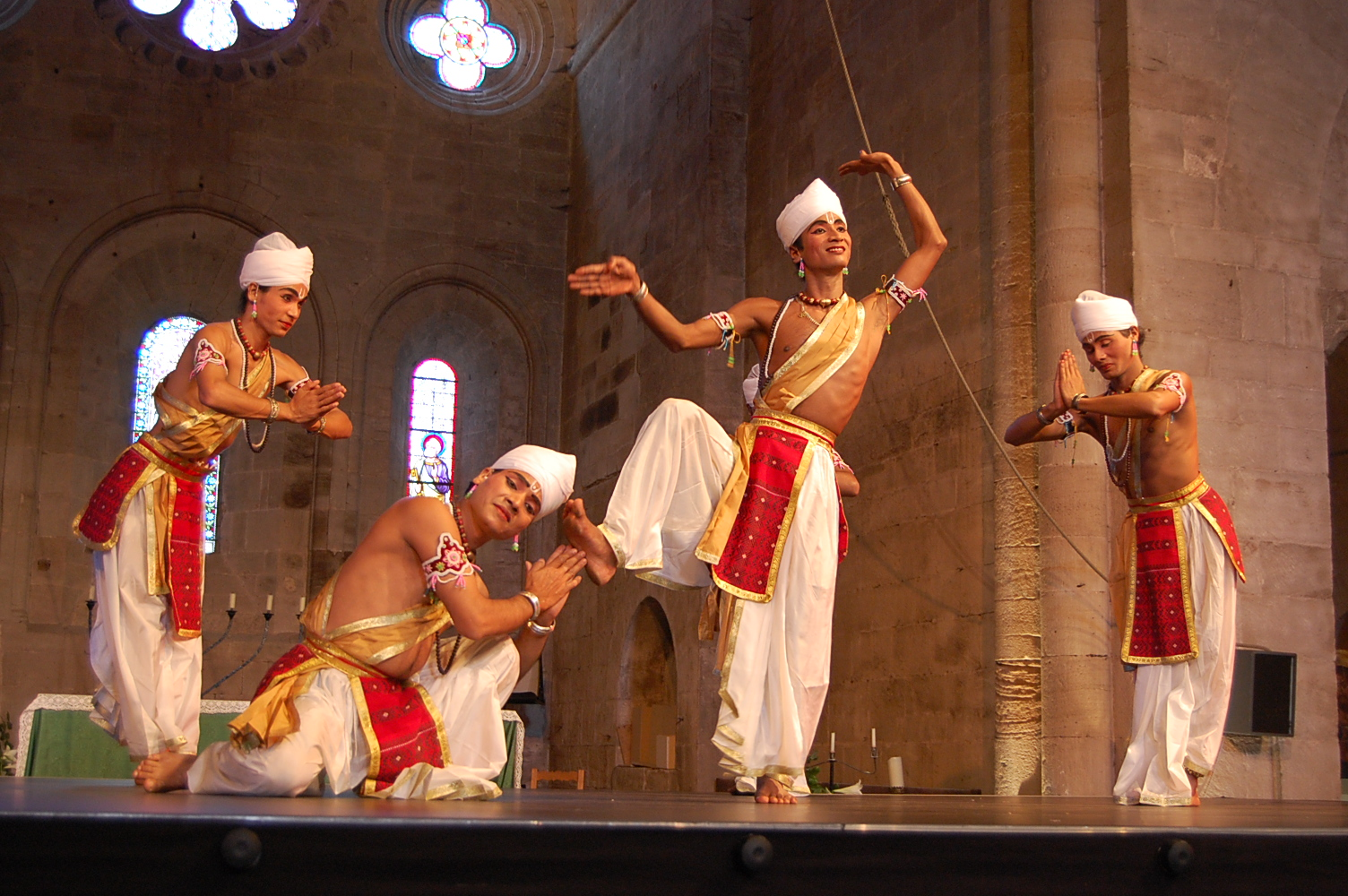